# Neoklis Neokleous
Neoklis Neokleous (grekiska: Νεοκλής Νεοκλέους) är en grekisk skådespelare.

## Roller (i urval)
- 2001 – Under the Stars